# Карта пам'яті

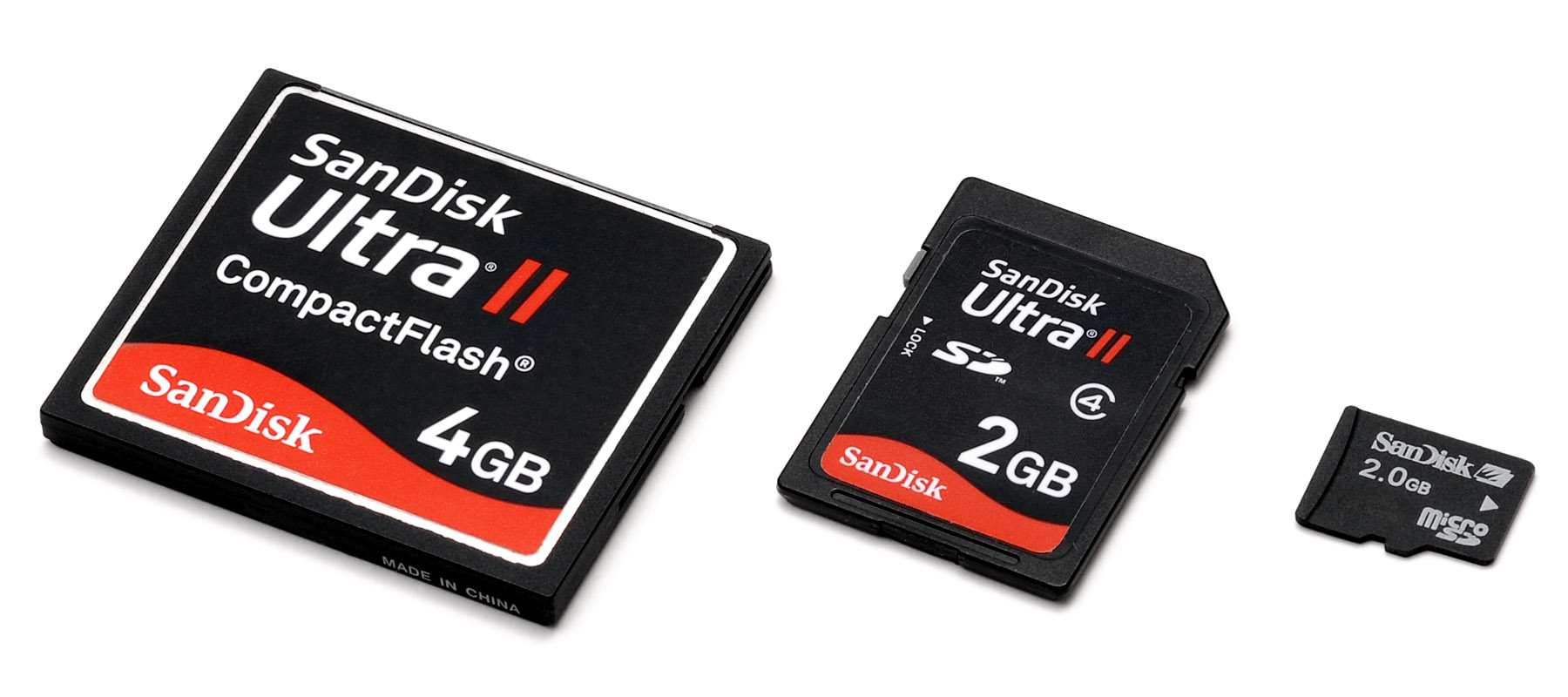
Наочна мініатюризація карт пам'яті: їх розміри з часом зменшуються

Ка́рта па́м'яті або флешка́рта — компактний електронний носій даних, що використовується для зберігання цифрової інформації. Сучасні карти пам'яті виготовляються на основі флешпам'ять, хоча принципово можуть використовуватися й інші технології. Карти пам'яті широко використовуються в електронних пристроях, включаючи цифрові камери, мобільні телефони, ноутбуки, MP3-плеєри та гральні консолі. Карти пам'яті є компактними, перезаписуваними, і, крім того, вони можуть зберігати дані без споживання енергії (енергонезалежність).
Розрізняють карти з незахищеною, повнодоступною пам'яттю, для яких відсутні обмеження на читання і запис даних, і картки з захищеною пам'яттю, що використовують спеціальний механізм дозволів на читання/запис і видалення інформації. Зазвичай картки з захищеною пам'яттю містять незмінну область ідентифікаційних даних.

## Історія
Серед перших комерційних форматів карт пам'яті були плати PC Card (карти типу I), що виготовлялися за специфікацією PCMCIA. Вони з'явилися на початку 1990-х років, але нині використовуються в основному в промислових цілях і для підключення пристроїв введення/виводу, таких як мережеві плати, модеми та жорсткі диски. У 1990-х роках з'явилися карти пам'яті менших форматів, ніж PC Card, в тому числі CompactFlash, SmartMedia і Miniature Card. Потреба в менших картах для мобільних телефонів, КПК і компактних цифрових фотоапаратів створила тенденцію, за якою всякий раз попереднє покоління «компактних» карт виглядало великим. У цифрових фотоапаратах карти SmartMedia та CompactFlash застосовувалися цілком успішно, у 2001 році CF захопили 50 % ринку цифрових камер, а CF повністю панували на ринку професійних цифрових камер. Однак, до 2005 р. карти SD/MMC майже повністю зайняли місце карт SmartMedia, хоча і не на тому ж рівні та в умовах жорсткої конкуренції з картами Memory Stick та CompactFlash. У промисловості, попри поважний вік карт пам'яті PC Card (PCMCIA), їм досі вдається зберігати нішу, тоді як в мобільних телефонах і КПК вони подекуди застосовувалися до 2010 року, коли в нових телефонах високого класу стали домінувати карти мікро-SD.
З 2010 року нові продукти Sony (раніше використовували тільки карти пам'яті Memory Stick) і Olympus (раніше використовували тільки карти xD-Card) пропонуються з додатковим слотом для SD-Card. У війні форматів переможцем вийшли SD-карти.

## Таблиця деяких форматів карт пам'яті
| Назва                        | Акронім  | Формфактор           | DRM       |
| ---------------------------- | -------- | -------------------- | --------- |
| PC Card                      | PCMCIA   | 85,6 × 54 × 3,3 мм   | немає     |
| CompactFlash I               | CF-I     | 43 × 36 × 3,3 мм     | немає     |
| CompactFlash II              | CF-II    | 43 × 36 × 5,5 мм     | немає     |
| SmartMedia                   | SM / SMC | 45 × 37 × 0,76 мм    | немає     |
| Memory Stick                 | MS       | 50,0 × 21,5 × 2,8 мм | MagicGate |
| Memory Stick Duo             | MSD      | 31,0 × 20,0 × 1,6 мм | MagicGate |
| Memory Stick PRO Duo         | MSPD     | 31,0 × 20,0 × 1,6 мм | MagicGate |
| Memory Stick PRO-HG Duo      | MSPDX    | 31,0 × 20,0 × 1,6 мм | MagicGate |
| Memory Stick Micro M2        | M2       | 15,0 × 12,5 × 1,2 мм | MagicGate |
| Miniature Card               |          | 37 × 45 × 3,5 мм     | немає     |
| MultiMediaCard               | MMC      | 32 × 24 × 1,5 мм     | немає     |
| Reduced Size Multimedia Card | RS-MMC   | 16 × 24 × 1,5 мм     | немає     |
| MMCmicro Card                | MMCmicro | 12 × 14 × 1,1 мм     | немає     |
| Secure Digital card          | SD       | 32 × 24 × 2,1 мм     | CPRM      |
| SxS                          | SxS      |                      | невідомо  |
| Universal Flash Storage      | UFS      |                      | невідомо  |
| miniSD card                  | miniSD   | 21,5 × 20 × 1,4 мм   | CPRM      |
| microSD card                 | microSD  | 15 × 11 × 0,7 мм     | CPRM      |
| xD-Picture Card              | xD       | 20 × 25 × 1,7 мм     | немає     |
| Intelligent Stick            | iStick   | 24 × 18 × 2,8 мм     | немає     |
| Serial Flash Module          | SFM      | 45 × 15 мм           | немає     |
| µ card                       | µcard    | 32 × 24 × 1 мм       | невідомо  |
| NT Card                      | NT NT+   | 44 × 24 × 2,5 мм     | немає     |

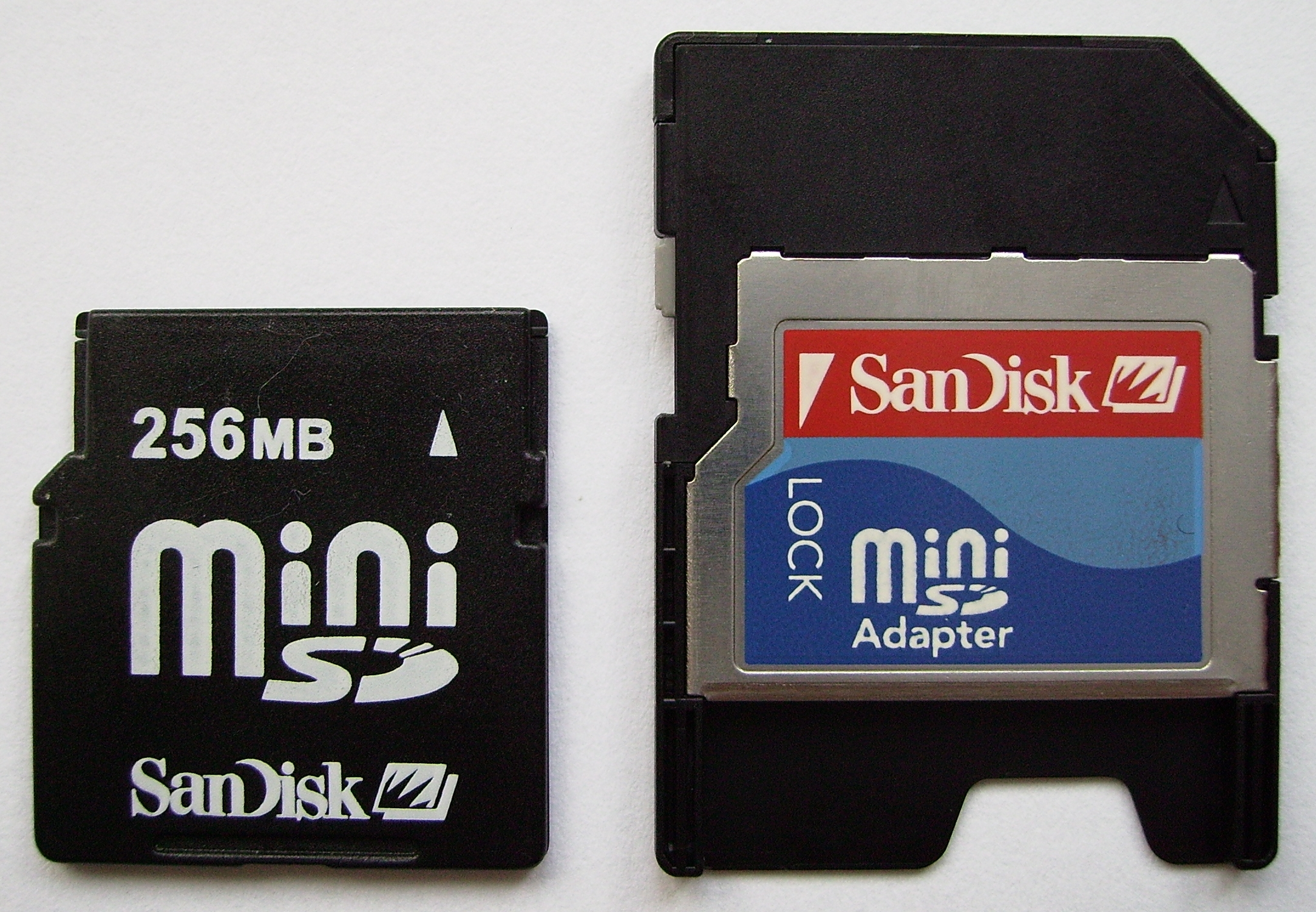
MiniSD
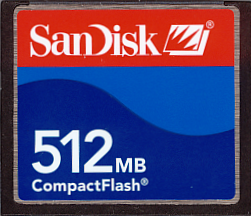
CompactFlash (CF-I)
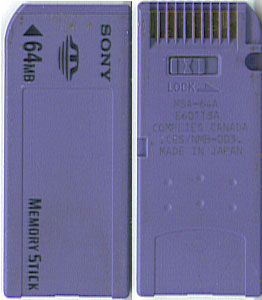
Memory Stick
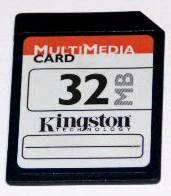
MultiMediaCard (MMC)
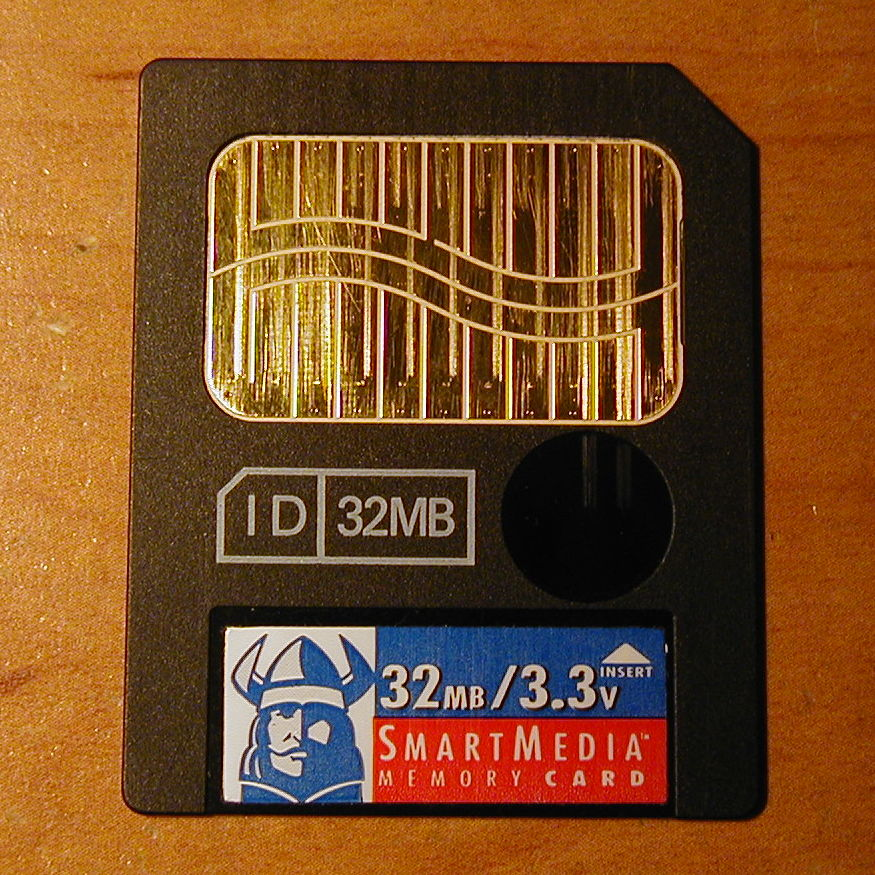
SmartMedia
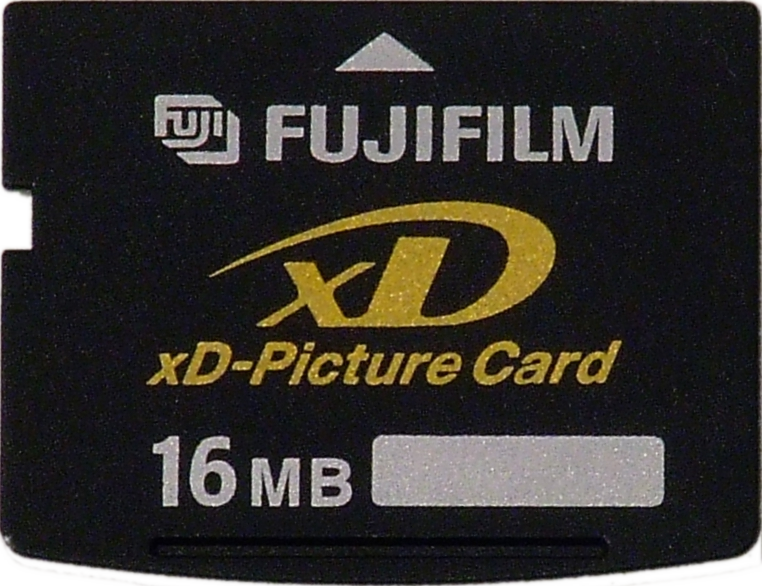
xD-Picture Card (xD)

SD-карти оснащені модулем Wi-Fi. (Наприклад SD-карти Eye-Fi Class 6 з Wi-Fi 802.11n.)

## Адаптери карт пам'яті

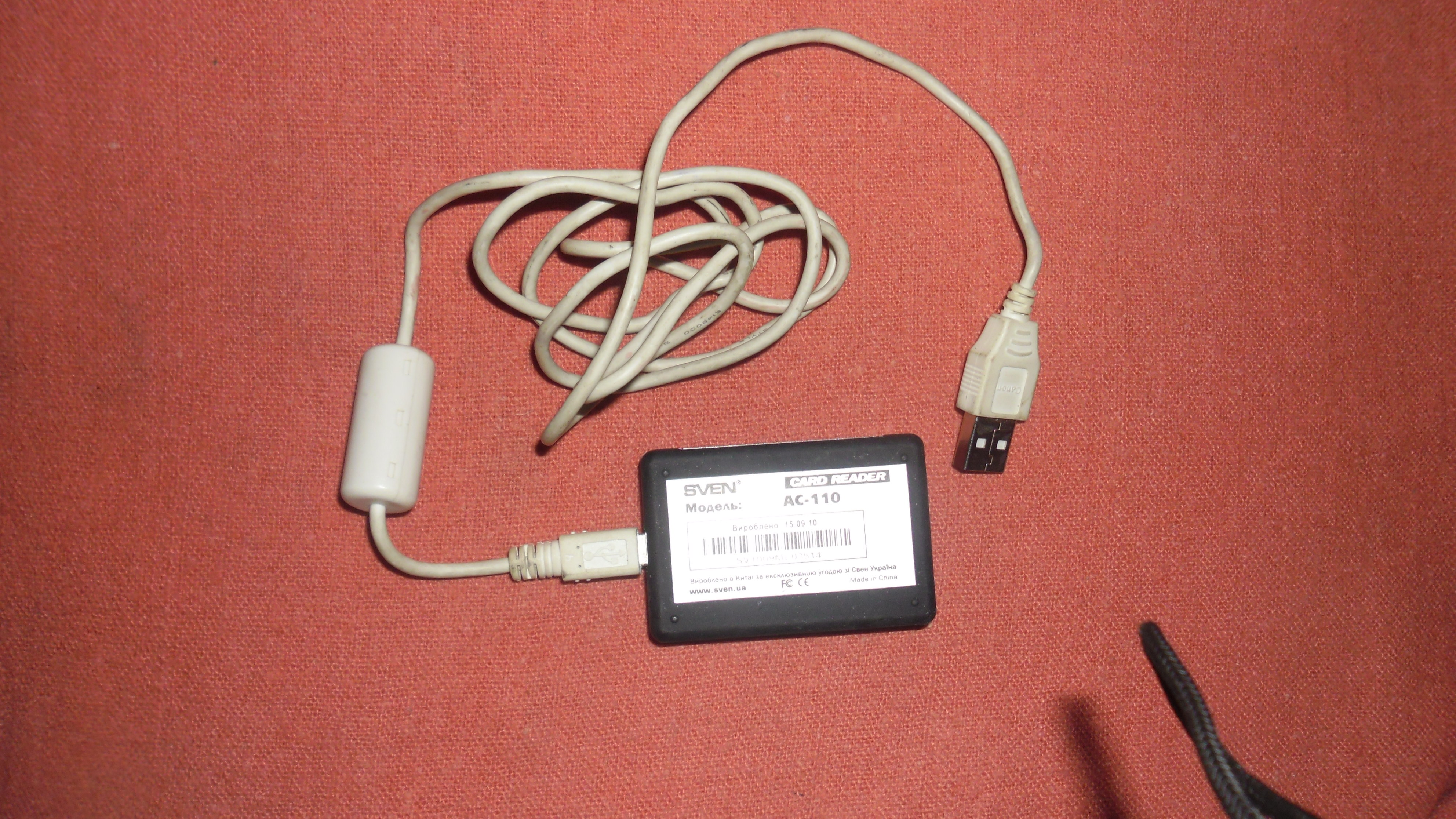
Адаптер карт пам'яті

- SD to CF (Secure Digital SD to CF CompactFlash Card Adapter Type II)
- SDHC to CF
- Micro SD/TF to CF
- MS to CF
- MicroSD (TF) to MS/MS Pro Duo
- MS to PC card
- Micro SD to SD

## Карти пам'яті в ігрових консолях

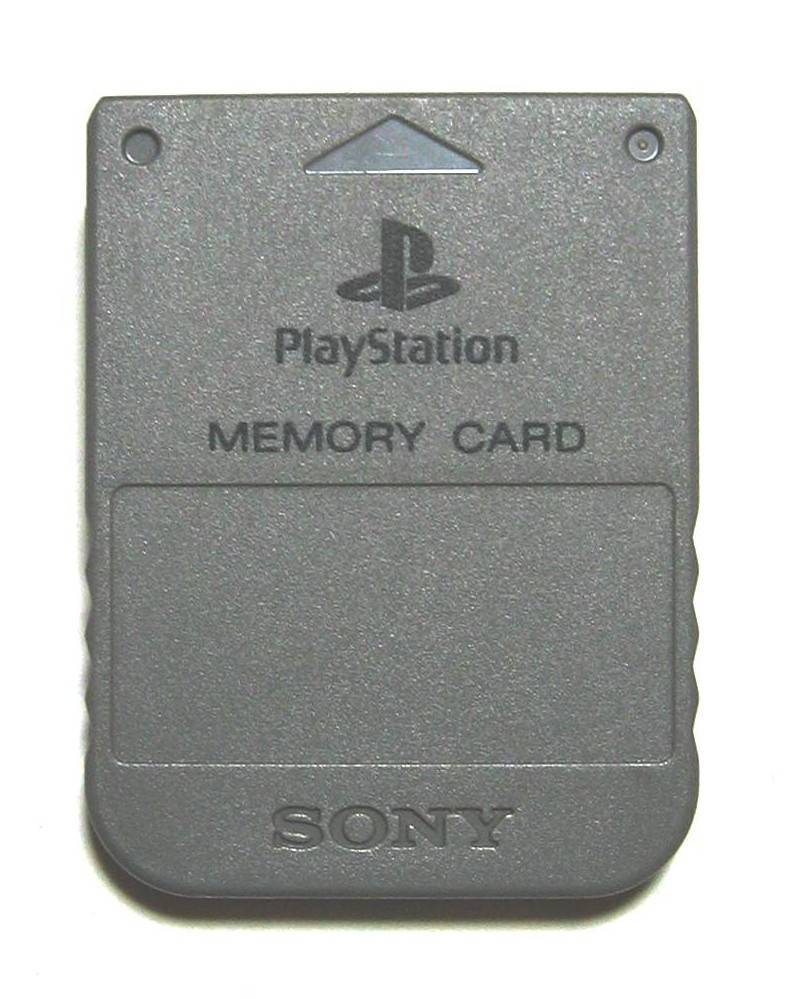
Карта пам'яті для ігрової консолі PlayStation

Багато ігрових консолей використовують власні твердотілі карти пам'яті для зберігання даних. Хоча в домашніх ігрових консолях ігри, як правило, записуються на лазерні диски, або жорсткі диски через їх більшу ємність, в більшості портативних ігрових систем розробники віддають перевагу вбудовувати картриджі і карти пам'яті через їх низьке енергоспоживання, малі фізичні розміри та механічної простоти пристрою.
Ємності в дужках стосуються офіційних карт пам'яті, випущених в перших партіях.
- Лінійка Microsoft Xbox:
  - Xbox Memory Unit (8 Мбайт).
  - Xbox 360 Memory Unit (64 Мбайт/256 Мбайт/512 Мбайт).
- Лінійка Nintendo:
  - Nintendo 64 Controller Pak (256 Кбіт/32 Кбайт), поділених на 123 сторінки
  - Nintendo GameCube Memory Card версії: 59 блоків (4 Мбіт/512 Кбайт), 251 блок (16 Мбіт/2 Мбайт) і 1019 блоків (64 Мбіт/8 Мбайт)
  - Wii Nintendo GameCube сумісна з MultiMediaCard або сумісна з карткою Secure Digital до 2 ГБ
  - Nintendo DSi сумісна з карткою Secure Digital.
- Sega Dreamcast Visual Memory Unit (VMU) (128 Кбайт поділених на 200 блоків)
- Карта пам'яті Sega Saturn може мати 20 блоків з записами ігор.
- Лінійка Sony PlayStation:
  - Карта пам'яті PlayStation (1 Мбіт/128 Кбайт, поділених на 15 блоків).
  - PlayStation 2 використовує карти 8 Мбайт для свого власного контенту і підтримує карти пам'яті PlayStation для зворотної сумісності. Сторонніми виробниками випускаються карти більшої ємкості, але вони не підтримуються офіційно.
  - Для ранніх моделей PlayStation 3 характерна інтеграція з CompactFlash, Secure Digital та Memory Stick PRO Duo. Зовнішні пристрої дають можливість імпортувати та експортувати збереження на карти пам'яті PlayStation і PlayStation 2.
  - Моделі PSP-1000, −2000 та −3000 використовують для зберігання даних Memory Stick PRO Duo, тоді як модель PlayStation Portable#PSP-N1000 (Go)PSP Go використовує Memory Stick Micro.
  - PlayStation Vita використовує карти пам'яті власного формату (від 4 до 32 ГБ).
- Портативна ігрова консоль GP2X на базі GNU/Linux використовує карти SD/MMC.
- Neo Geo AES, розроблена в 1990 році фірмою SNK Playmore, була першою ігровою консоллю, що використовує картки пам'яті. Картки пам'яті AES сумісні також з Neo-Geo MVS для гральних автоматів.